# Roman Zachrla
Roman Zachrla (26. března 1987 Brno) je český basketbalista hrající 1. ligu za tým Sokol Šlapanice
Je vysoký 201 cm, váží 95 kg.

## Kariéra
- 2004 - 2008 : USK Praha
- 2006 - 2007 : BC Lokomotiva Plzeň (střídavý start v nižší soutěži)
- 2008 - 2011 : BC UNIKOL Kolín
- 2011 - 2012 : Basketball Brno
- 2012 - 2013 : BK Lions Jindřichův Hradec
- 2013 - 2016 : MMCITÉ Brno
- 2017 - 2019 : Sokol Šlapanice (1. liga)
- od 2019 : SA KOMFORT Brno (1. liga)

## Statistiky
| Sezóna   | Soutěž      | Odehrané minuty | Průměr na zápas | Body | Průměr na zápas |
| -------- | ----------- | --------------- | --------------- | ---- | --------------- |
| 2004/05  | Mattoni NBL | 6.8             | 6.8             | 4    | 4.0             |
| 2004/05  | extraliga   | 61.4            | 20.5            | 20   | 6.7             |
| 2005/06  | Mattoni NBL | 15.6            | 7.8             | 4    | 2.0             |
| 2006/07* | Mattoni NBL | 263.2           | 16.5            | 97   | 6.1             |

 *Rozehraná sezóna - údaje k 20.1.2007 